# Basilina
Basilina, en llatí Basilina, fou la mare de Julià l'Apòstata, i segona esposa de Juli Constanci, germà de Constantí el Gran.
Se suposa que fou filla d'Anici Julià, cònsol l'any 322 i prefecte de la ciutat més tard. Es va casar a Constantinoble. Va morir el 331, poc després del naixement del seu únic fill. Va donar nom a la ciutat de Basilinòpolis a Bitínia. En parla Ammià Marcel·lí.